# Citrix WinFrame
Citrix WinFrame（シトリックス ウィンフレーム）は、シトリックス・システムズが開発販売を行っていたWindows NT 3.51互換のオペレーティングシステムである。
WinFrameは、Windows NTの開発元であるマイクロソフトと正規にライセンス契約を結び提供されたWindows NTのオリジナルのソースコードをもとに、主にマルチユーザー化（シンクライアントサーバー化）の改造を行った製品である。
シトリックスは、Windows 95にWinFrameクライアント・ソフトウェアを添付して再パッケージ化した製品も販売しており、これをWinFrameクライアントとして利用するようになっていた。
後にWinFrameの技術は Citrix MetaFrame（現：Citrix Presentation Server）および Citrix XenAppへと進化していった。その他にもWinFrameの技術はマイクロソフトにライセンス提供され、近年のWindowsに標準搭載されているリモート デスクトップやターミナルサービスへと発展していくことになる。